# Cessna Citation II
Dimensions
Le Citation II (modèle 550) est un avion d'affaires léger dérivé du Citation I (modèle 500) construit par l'avionneur américain Cessna.

## Développement

### Citation II
Le succès du Citation I a mené Cessna à développer un avion plus grand basé sur ce modèle. Il en a résulté en 1977 le premier vol de ce biréacteurs léger pouvant accueillir jusqu'à 10 personnes (équipage compris). Comparé à son "petit" prédécesseur, le Citation II est équipé de turboréacteurs JT15D-4 plus puissants et d'une capacité d'emport en carburant plus importante, ce qui lui permet de voler plus vite et plus loin tout en ayant des performances de montée accrue. Ce premier modèle de Citation II a été certifié en mars 1978 et doit être exploité par un équipage composé de deux pilotes. 603 appareils ont été construits.

### Citation II/SP
Comme pour le Citation I (modèle 501), Cessna a développé une version mono pilote de son avion d'affaires, le modèle 551 Citation II/SP. Le but de ce nouveau modèle était de concurrencer les appareils équipés de turbopropulseurs des constructeurs concurrents (les Beech 200 Super King Air et Piper PA31T Cheyenne notamment) qui sont principalement exploités par un seul pilote. Le modèle 551 a dû être certifié pour répondre à ce type d'exploitation. Certification obtenue en juillet 1984.

### Citation S/II
En octobre 1983, Cessna a annoncé l'arrivée d'un nouveau modèle du Citation II, équipé de moteurs plus puissants, d'une nouvelle aile, d'une capacité d'emport en carburant plus importante et la possibilité d'accueillir jusqu'à 11 personnes. Cette nouvelle version dénommée Citation S/II effectua son premier vol le 14 février 1984. Il est équipé de réacteurs JT15D-4B. Par rapport à l'ancien moteur, celui-ci permet d'atteindre des températures plus élevées à l'intérieur de la turbine, ce qui se traduit par un pourcentage de N1 maximum pouvant atteindre 106 %, soit deux de plus que sur le JT15D-4. Les performances de montée ont donc été améliorées ainsi que les performances à hautes altitudes. La masse maximale au décollage (MTOW) a été portée à 6 849 kg, ce qui a permis de faire passer la quantité de kérosène embarquée de 2 270 kg à 2 640 kg. Les autres avancées concernent l'aile qui équipe le S/II, c'est la même qui équipe le Citation III (modèle 650), son profil est supercritique et le processus d'anti-givrage et de dégivrage n'est plus basé sur le gonflement des « boudins » de bords d'attaques mais sur l'application d'un fluide et le prélèvement d'air chaud sur les réacteurs. La production du S/II a été stoppée en 1988 après la fabrication de « seulement » 160 appareils. À la suite d'une demande assez importante, la fabrication du Citation II première génération a été relancée en 1987 jusqu'en 1994.

### Citation Bravo
En 1994, les Citation II et S/II sont produits depuis plus de 10 ans, Cessna décida de développer une nouvelle version plus moderne. Le constructeur américain annonça le développement du Citation Bravo, celui-ci est basé sur le Citation II mais est équipé de nouveaux réacteurs Pratt & Whitney PW530A, beaucoup plus puissants que tous les autres réacteurs ayant équipé les anciennes versions. Un nouveau train atterrissage principal équipe le Bravo, les roues sont « tirées » par la jambe de train, ce qui permet un confort accru lors des phases de roulage et d'atterrissage. Enfin la dernière évolution notable concerne le cockpit, Cessna a intégré une nouvelle suite avionique glass cockpit Honeywell Primus 1000. Le Citation Bravo effectua son premier vol le 25 avril 1995, il fut certifié en août 1996. 337 appareils ont été construits en 10 ans de fabrication. Le dernier Bravo (et dernier avion de la famille des Citation II) est sorti des chaînes d'assemblage fin 2006.

## Opérateurs
- Autriche : Tyrol Air Ambulance
- Espagne : Marine Espagnole
- États-Unis : United States Navy
- France : Aérovision[5]; Valljet[6]
- Portugal : NetJets Europe[7]
- Serbie : AirPink
- Suisse : TCS Ambulance (AAA - Lion Air Group)[8]